# ティモテオ
ティモテオ（ポルトガル語: Timóteo）は、ブラジルのミナスジェライス州にある都市。ピラシカーバ川に面する。2006年の時点で人口は8万1219人。ヴァリ・ド・アソ（鉄の谷）大都市圏にあり、ステンレス鋼生産のアセシタが本社を置いている。